# Dolmen von Büdelsdorf
In Büdelsdorf befinden sich zwei sehenswerte Großsteingräber. Das erste Grab wird im Atlas von Ernst Sprockhoff als Urdolmen bezeichnet, das zweite ist ein später entdeckter erweiterter Dolmen. Büdelsdorf ist eine Stadt in Schleswig-Holstein am Nord-Ostsee-Kanal, direkt nördlich von Rendsburg. Die Megalithanlagen entstanden zwischen 3500 und 2800 v. Chr. als Anlagen der Trichterbecherkultur (TBK). Sprockhoff-Nummer 155

## Der Urdolmen

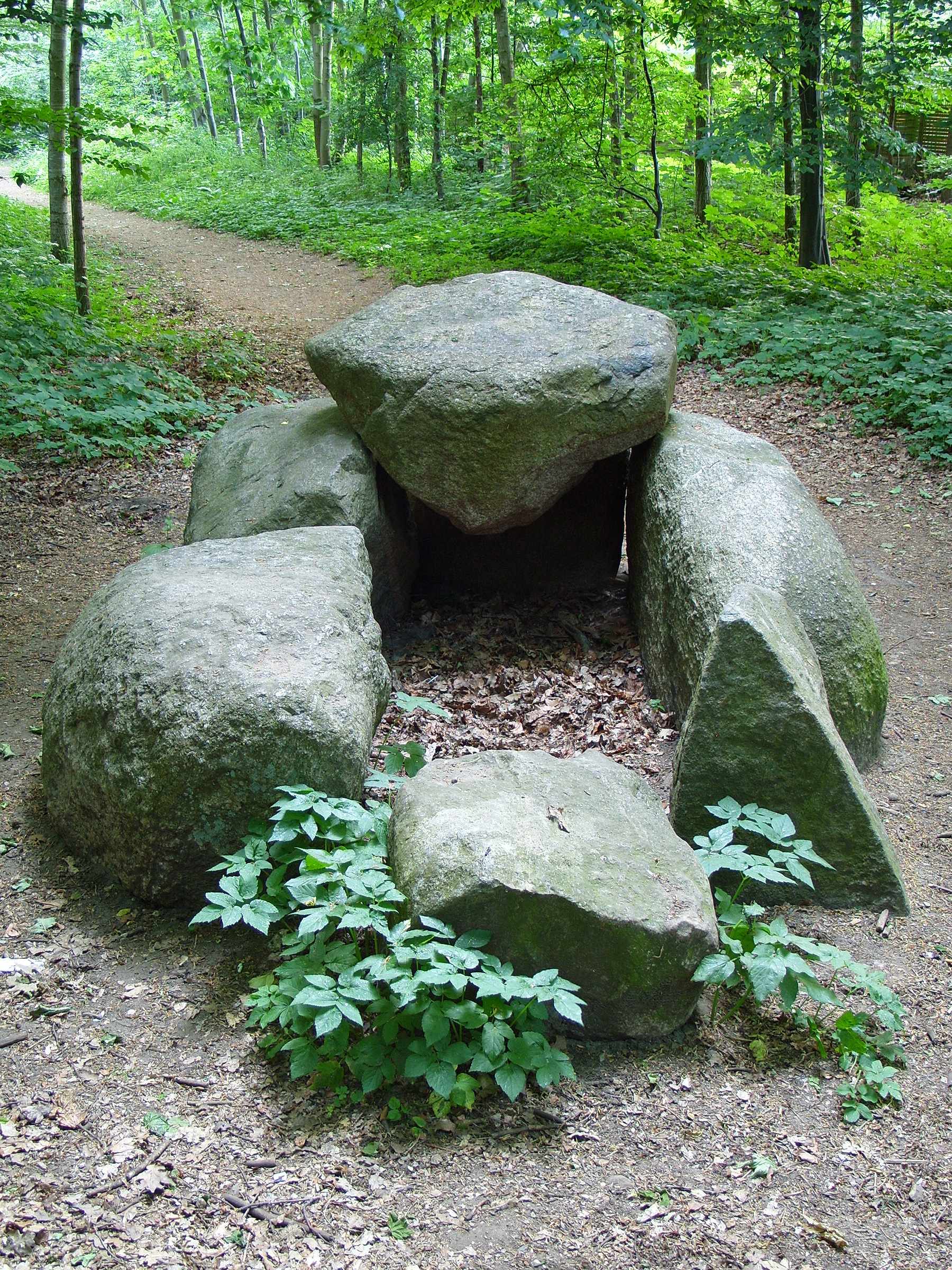
Urdolmen von Büdelsdorf

Der Dolmen wurde 1949 im heutigen Stadtgebiet in einem stark überpflügten Grabhügel entdeckt. Nach der Untersuchung durch M. Peters wurde das Grab um etwa 300 m südlich in die Parkanlage am Hochufer der Eider versetzt (Lage). Es handelt sich um einen Urdolmen mit sechs Tragsteinen. Die Langseiten sind aus je zwei ungleichen Steinpaaren gebildet. Der einzelne Deckstein ist vermutlich neuzeitlich, er wird von Ernst Sprockhoff nicht erwähnt. Die lichte Weite der Kammer beträgt 1,85 m × 0,70 m × 0,80 m. Im „Atlas der Megalithgräber Deutschlands“ wird der Urdolmen als „Sprockhoff 155“ geführt.

## Der Rechteckdolmen
Südlich der Straße nach Borgstedt, auf einem heutigen Gewerbegebiet, befand sich ein Gräberfeld mit sieben Langbetten und fünf Grabhügeln. Die Gräber wurden vermutlich von den Einwohnern des nahen Erdwerks von Büdelsdorf angelegt. Heute erinnert nur noch ein Straßenname „An den Reesenbetten“ an die ehemalige Nekropole. Vor dem Anlegen des Gewerbegebietes wurden die Grabstätten eingehend untersucht. Dabei stieß man unter anderem auf die Reste eines erweiterten Dolmen. Die Grabkammer wurde mit Originalsteinen in direkter Nähe des Kreisverkehrs zwischen Büdelsdorf und Borgstedt rekonstruiert.(Lage).

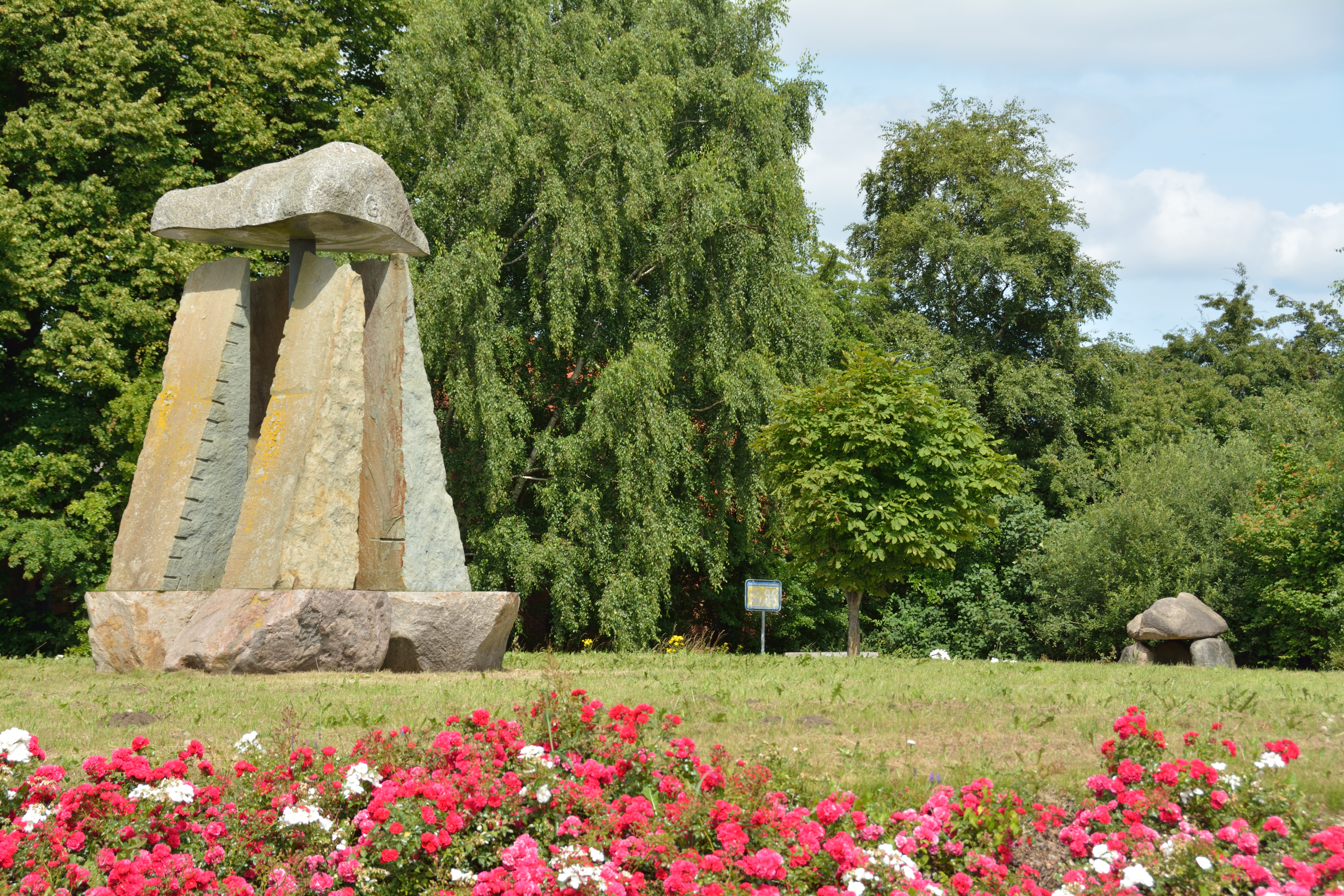
Großsteingrab mit moderner Skulptur am Kreisverkehr
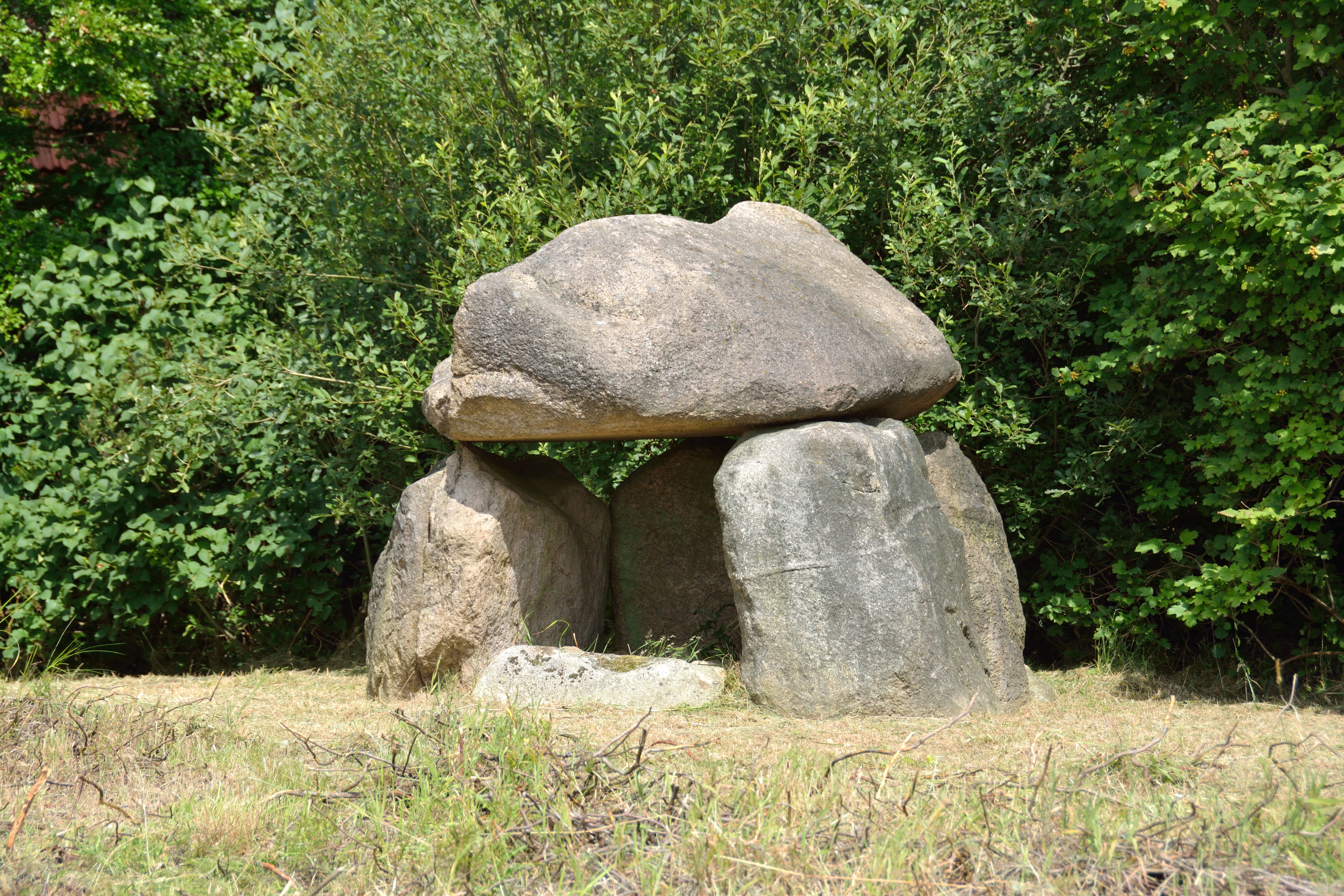
Rekonstruiertes Großsteingrab